# جرج دوبسون (بازیکن فوتبال، زاده ۱۹۴۹)
جرج دوبسون (انگلیسی: George Dobson; ۲۴ اوت ۱۹۴۹ – ۱۰ سپتامبر ۲۰۰۷) بازیکن فوتبال اهل بریتانیا بود.
از باشگاه‌هایی که در آن بازی کرده‌است می‌توان به باشگاه فوتبال سلو تاون، باشگاه فوتبال گیلفورد سیتی، و باشگاه فوتبال برنتفورد اشاره کرد.